# Lední hokej na Zimních olympijských hrách 1956 – kvalifikace
Kvalifikace na olympijský turnaj 1956 byla soutěž ve které se utkaly reprezentace SRN a NDR o právo reprezentovat „Společné německé družstvo (SND)“ na olympijském turnaji.

## Výsledky
SRN –  NDR	7:3 (0:1, 2:2, 5:0)
16. listopadu 1955 – Berlín (NDR)
- SRN získalo právo reprezentovat „Společné německé družstvo (SND)“.